# Троїцький Олександр Якович
Олександр Якович Троїцький (1894, Рязанська губернія, тепер Рязанська область, Російська Федерація — 7 квітня 1928, місто Москва, тепер Російська Федерація) — радянський діяч, філософ. Член ВЦВК. Член Центральної контрольної комісії ВКП(б) у 1925—1927 роках. 

## Життєпис
Народився в родині чинбаря (шкіряника), вихідця із селян. Закінчив Рязанське міське училище та Рязанську вчительську семінарію.
Член РСДРП(б) з травня 1917 року. Брав участь у Жовтневому перевороті 1917 року в Петрограді.
З 1918 року працював у виконавчому комітеті повітової ради, у виконавчому комітеті губернської ради, губернському військовому комісаріаті, в Політичному управлінні Червоної армії. Учасник громадянської війни в Росії.
У 1921—1924 роках — студент філософського відділення Інститут червоної професури в Москві.
З 1924 року — на науковій та викладацькій роботі (проректор, заступник завідувача філософського відділення, завідувач підготовчого відділення, член правління) в Інституті червоної професури та на робітничому факультеті при першому Московському державному університеті. Також працював в Інституті наукової філософії та в філософській секції Комуністичної академії. З 1926 року був членом редакційної колегії журналу «Под знаменем марксизма».
У січні — 7 квітня 1928 року — заступник завідувача агітаційно-пропагандистського відділу ЦК ВКП(б).
Помер 7 квітня 1928 року після важкої хвороби нирок у Москві. Похований на Донському цвинтарі Москви.